# Matematický ústav Akademie věd České republiky
Matematický ústav AV ČR, v. v. i., je veřejná výzkumná instituce, součást Akademie věd České republiky. Zabývá se vědeckým výzkumem v matematice, vydává odborné publikace a periodika s původními matematickými výsledky, realizuje konference a semináře a vychovává mladé vědecké pracovníky (doktorandy).

## Historie
Matematický ústav vznikl 14. března 1947 pod názvem Ústav pro matematiku při České akademii věd a umění. Od 1. července 1950 byl reorganizován na Ústřední ústav matematický, který organizačně spadal pod Ústředí vědeckého výzkumu. K 1.1.1953 byl pod názvem Matematický ústav začleněn do ČSAV. Po rozpadu československé federace v roce 1993 se stal součástí nástupnické Akademie věd České republiky (AV ČR). Současný název a právní formu nese od roku 2007, kdy se jednotlivé ústavy AV ČR transformovaly na veřejné výzkumné instituce (v. v. i.).

## Současnost
Vědečtí pracovníci jsou podle svého odborného zaměření rozděleni do pěti vědeckých oddělení:
- Abstraktní analýza
- Algebra, geometrie a matematická fyzika
- Konstruktivní metody matematické analýzy
- Evoluční diferenciální rovnice
- Matematická logika a teoretická informatika.

Matematický ústav sídlí v Praze, pobočku má v Brně.
Matematický ústav provozuje největší veřejnou matematickou knihovnu v ČR, která svým čtenářům nabízí přístup nejen k tištěným materiálům, ale i k on-line časopisům, e-knihám, katalogům a databázím. 
Vědecká a pedagogická spolupráce probíhá jak s českými, tak i zahraničními vysokými školami a vědeckými institucemi. S Jednotou českých matematiků a fyziků Matematický ústav každoročně spoluorganizuje Matematickou olympiádu, soutěž pro žáky základních a středních škol.
Od roku 2004 se v Matematickém ústavu pravidelně koná prestižní Čechovská přednáška, pojmenovaná po předním českém matematikovi a prvním řediteli ústavu Eduardu Čechovi. První Čechovskou přednášku proslovil Jaroslav Kurzweil, v dalších letech přednášeli např. Miroslav Fiedler, Ivo Babuška, a další.